# Sofia Ravogli
Sofia Ravogli   (Roma, 1865 - juny 1910) fou una cantant dramàtica italiana.
Estudià en el Conservatori de Milà i cantà en els principals teatres d'Itàlia i d'Europa. Era dotada de moltes aptituds per a la seva professió, car a la seva bonica veu unia una figura esvelta i bella. Treballà quasi sempre en companyia de la seva germana, de nom Giulia, compartint amb ella els principals papers. Així en Orfeu de Gluck, Sofia tenia el paper d'Eurídice, i Giulia el d'Orfeu. Juntes també interpretaren Aida, Norma, Semiramide, Tannhauser, etc.